# История китайского языка
Китайский язык является одним из самых древних живых языков, самые древние источники на нём имеют возраст порядка 4500 лет.
В настоящее время общепринятой периодизации истории китайского языка не существует ввиду большой сложности данной проблемы. Наиболее распространённой является периодизация А.Масперо, в силу чего в данной статье она взята за основу. Масперо выделяет следующие периоды:
1. Древнекитайский (архаический), в котором выделяются подпериоды раннего древнекитайского (хронологические рамки — до эпохи Хань, то есть до III века до н. э., и позднего древнекитайского (до III века н. э. включительно);
2. Среднекитайский: ранний среднекитайский (c IV по VIII—IX века) и поздний (до XII века);
3. Современный: ранний (XII—XVII века) и поздний (XVII—XX века)[2].

Другие подходы к периодизации истории китайского языка приведены в соответствующих разделах.

## Проблема происхождения китайского языка. Исследования китайской филологии
Китайский язык принадлежит к сино-тибетской языковой семье — группе языков, происходящих от пра-сино-тибетского. Отношения между китайским и другими сино-тибетскими языками, как и попытка реконструировать пра-сино-тибетский язык, являются областью активных дискуссий среди лингвистов. Основная проблема в этих исследованиях заключается в том, что отсутствуют письменные свидетельства о моменте, когда китайский отделился от остальных сино-тибетских языков. Это достаточно типичная проблема исторической лингвистики. К сожалению, использование этой методики для сино-тибетских языков пока не дало удовлетворительных результатов, возможно, потому, что многие источники, которые позволили бы провести реконструкцию прото-сино-тибетского, плохо задокументированы или отсутствуют. Поэтому, несмотря на видимое родство, общее происхождение китайского и тибето-бирманского языков остаётся недоказанной гипотезой.
Первые исследования китайского языка в Европе начались с XVII века, с трудов миссионеров-иезуитов, а первые грамматики китайского языка появились в XVIII веке, среди них известны труды Варо (1703) и Э.Фурмона (1742). Одним из ведущих западных лингвистов, занимавшихся изучением истории китайского языка, был Бернхард Карлгрен. Среди его трудов — «Был ли китайский язык флективным?» (1920), «Аналитический словарь» (начало 1930-х), где представлена реконструкция фонетики китайского языка VI—VII вв., словарь «Китайская грамматика» (1940), в котором приводится перечень важнейших древнекитайских слов с их озвучкой. В Российской империи основы китаеведения, включая филологию, заложил Иакинф Бичурин, чей труд 1835 года «Китайская грамматика» имел огромное значение для последующего развития отечественной китайской филологии.

## Этапы становления и развития китайского языка

### Древнекитайский язык
Древнекитайский язык ((кит. трад. 上古漢語, пиньинь Shànggǔ hànyǔ, палл. шангу ханьюй) — нормативный традиционный китайский литературный язык, начавший формироваться с XIV века до н. э. в долине реки Хуанхэ и, позднее, на более обширной территории Великой Китайской равнины. Различаются собственно древнекитайский язык (гувэнь 古文, гудянь ханьюй 古典漢語), периодизация которого дана ниже, и классический/литературный китайский язык (вэньянь 文言), который использовался вплоть до XX века.
М. В. Крюков и Хуан Шуин предлагают более детальную периодизацию древнекитайского периода:
- архаический (XIV—XI вв. до н. э.) — язык надписей на гадательных костях 2-й пол. эпохи Шан-Инь[7] или цзягувэнь;
- ранний доклассический (X—VIII вв. до н. э.) — язык надписей на бронзовых сосудах эпохи Западной Чжоу[8] или цзиньвэнь;
- поздний доклассический (VII—VI вв. до н. э.) — язык надписей на т. н. каменных барабанах, а также язык древнего сборника песен и поэзии «Шицзин»[9] и «Книги истории» (Шуцзин);
- ранний классический (V—III вв. до н. э.) — язык философских трактатов конфуцианства, даосизма, моизма и легизма[10], а также исторических хроник;
- поздний классический (II в. до н. э. — II в. н. э.) — язык «Исторических записок» Сыма Цяня[11];
- постклассический (III—V вв. н. э.) — язык «смутного времени»[12].

Древнекитайский язык генетически связан со всеми нынешними диалектами китайского языка. Первое известное использование китайской системы письма — это гадальные надписи на панцирях черепах и костях оракула во времена династии Шан (1766—1122 гг. до н. э.). В последующем, в частности во время ранней и средней династии Чжоу (1122—256 гг. до н. э.) встречается письменность, происходящая от Шан, тексты которой включают надписи на бронзовых артефактах, поэзию Ши цзин, исторические книги Шуцзин, а также фрагменты И Цзин.
Существенной характеристикой древнекитайского языка является его преимущественно наддиалектный характер, и к III в. до н. э. диалектные различия между памятниками практически исчезают, что говорит о процессе постепенной стандартизации и унификации древнекитайского языка. Междиалектные различия, безусловно, имели место ранее, в связи с чем в первые годы н. э. философ и литератор Ян Сюн разработал глоссарий «Фанъянь» (方言, букв. «местные речения»), включавший список междиалектных соответствий с указанием их ареала. Судя по географическим названиям, упоминаемым в нём, в тот период каждое царство имело свой диалект, при этом наиболее явно противопоставляются две их большие группы — западные и восточные.
Что касается фонетики древнекитайского языка, он обладал богатым звуковым строем, в котором согласные различались придыханием или грубым дыханием, но, вероятно, ещё без тонов. Работа по реконструкции древнекитайского языка началась с работ авторов времён династии Цин.

### Среднекитайский язык
Среднекитайский язык (кит. трад. 中古漢語, упр. 中古汉语, пиньинь zhōnggǔ hànyǔ, палл. чжунгу ханьюй, средневековый китайский язык) — название языка Южных и Северных династий, династии Суй, династии Тан и династии Сун, имевшего распространение с VI по X века. В нём принято выделять ранний период, о чём свидетельствует словарь рифмования Цеюнь (601 г. н. э.) и его более поздняя редакция Гуанъюнь, и поздний период (X век), отражённый в таблицах рифмования, таких как Юньцзин. Свидетельства произношения среднекитайского языка поступают из нескольких источников: современные диалектные вариации, словари рифм, иностранные транслитерации, таблицы рифм, составленные древними китайскими филологами для обобщения фонетической системы, и китайские фонетические переводы иностранных слов.
Ключевые различия между древне- и среднекитайским:
- Терминаль /r/ превращается в /n/; /j/ после /a/ опускается; /k/ исчезает после /s/; /t/ перед /s/ превращается в /j/.
- Из суффиксов-посттерминалей развиваются тоны: 2-й из /-s/, 3-й из /ʔ/. Суффиксация была частью древнекитайской морфологии.
- Гласные заднего ряда /o/ и /u/, если за ними следует корональный согласный (/j/, /n/, /r/, /t/), превращаются в /w/ + гласный переднего ряда.
- Лабиовелярные согласные превратились в пары «велярный + /w/», слившиеся с /w/ от разделения /o/ и /u/.
- Слоги типа B получили медиаль /j/. Она сливалась с предыдущим корональным согласным и образовывала палатальный согласный. Иногда у следующего гласного повышался подъём.
- Глайд /r/ исчез, однако перед этим он успел превратить предшествующий согласный в ретрофлексный и изменял гласный: его артикуляция перемещалась вперёд, сам он часто огублялся.
- Произошли значительные изменения в централях. В слогах типа A /ɨj/ становилось /-ɛj/ перед /r/; после корональных согласных — становилось /-ej/, после велярных — /-oj/. после губных — /-woj/. В слогах типа B /ɨj/ после /r/ или коронального превратились в /-ij/, иначе — в /-jɨj/.

В ходе эволюции среднекитайский язык практически вымер, из него произошёл гуаньхуа и другие диалекты, но не миньнань. Наиболее распространенный в настоящее время диалект — севернокитайский очень сильно отличается от среднекитайского, однако южнокитайские идиомы сохраняют с ним значительное сходство.